# Histoire de l'animation française
L' Histoire de l'animation française débute au XIXe siècle lorsque la France se fait pionnière dans les brevets subséquents à l'invention du Cinématographe. Elle gagne surtout ses lettres de noblesse au XXe siècle lorsque des réalisateurs français se posent en contrepoint des hégémoniques studios Disney. 
Au long du siècle, la France voit l'établissement d'une industrie du cinéma d'animation sérieuse et solide, mais les projets peinent parfois à trouver des fonds et doivent alors restreindre leurs ambitions car ils souffrent de déconsidération par rapport au cinéma en prises de vue réelles. Des réussites critiques et commerciales ponctuelles comme Le Roi et l'Oiseau (1980), Kirikou et la Sorcière (1998), Les Triplettes de Belleville (2003), Persepolis (2007) ou encore Le Petit Prince (2015) permettent cependant de consolider la réputation du genre, tandis que les adaptations des classiques de la bande dessinée franco-belge assurent des succès populaires réguliers, notamment Astérix et Lucky Luke.
De nos jours, le cinéma d'animation français tend à se fondre dans des coproductions internationales pour partager la charge des financements. Si le succès commercial des films de facture française reste à nuancer au niveau international, les compétences des techniciens de l'animation, formés dans des écoles prestigieuses telles que Les Gobelins, restent mondialement reconnues.

## Historique
Voici in extenso le film Pauvre Pierrot, premier dessin animé du cinéma, réalisé par Émile Reynaud en 1892. Restitué par Julien Pappé, avec le thème musical de Gaston Paulin :
Le 28 octobre 1892, le français Émile Reynaud (1844-1918) met un point final à une invention qu'il a portée en lui durant quinze années, en proposant à un public payant ses « Pantomimes lumineuses », dans le cadre de son Théâtre optique que le Musée Grévin accueille au sous-sol du no 10 du boulevard Montmartre à Paris. Les « Pantomimes lumineuses » sont les premiers dessins animés du cinéma, peints directement sur la pellicule, large de 70 mm (composées de carrés de gélatine protégée par de la gomme-laque), et projetés sur écran devant les spectateurs rassemblés. Le Théâtre optique inaugure ainsi la première projection sur grand écran d'images donnant l'illusion du mouvement. Chaque Pantomime dure de 1 minute 30 à 5 minutes (à l'époque, les premiers films du cinéma, produits par Thomas Edison et réalisés par William Kennedy Laurie Dickson, durent de 30 à 50 secondes ; les films que tourneront plus tard les frères Lumière seront tout aussi courts). Sont conservées de ces pantomimes : Pauvre Pierrot (1892), et Autour d'une cabine (1894).
En avril 1906, c'est un Américain, James Stuart Blackton (1875-1941), qui réalise le premier dessin animé sur support argentique de l'histoire du cinéma : Humorous Phases of Funny Faces (Phases amusantes de figures rigolotes). Le film dure 3 minutes, il est tracé en blanc à la craie sur un tableau noir. Les lettres du titre sont elles aussi animées. « Ce procédé fut appelé en France "mouvement américain". Il était encore inconnu en Europe ». 
En 1908, le dessinateur français Émile Courtet, dit Émile Cohl (1857-1938), reprend ce procédé et réalise le premier dessin animé français sur pellicule photosensible 35 mm : Fantasmagorie ; ce film est projeté pour la première fois le 17 août 1908 et annonce l'œuvre d'un cinéaste imaginatif et créatif. 

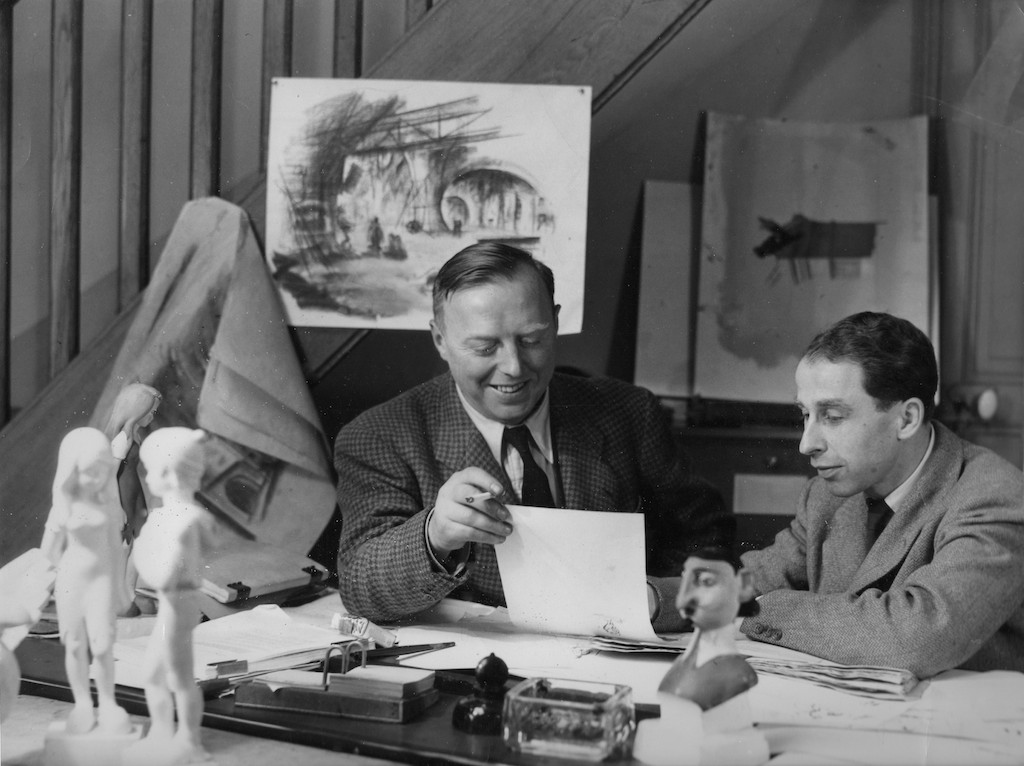
Paul Grimault (à gauche) et André Sarrut (à droite), à l'époque de leur collaboration au sein des Gémeaux.

Un des réalisateurs français de longs métrages d'animation les plus célèbres est Paul Grimault (1905-1994) avec des films comme La Bergère et le Ramoneur, plus connu dans sa seconde version intitulée Le Roi et l'Oiseau, qui sont remarqués mondialement pour la qualité de leur animation. Dans les années 1930, Paul Grimault apparaît comme l'un des précurseurs du dessin animé français : il fonde dès 1936 la société de dessin animés Les Gémeaux avec André Sarrut, qui se révèle être la première d'ampleur nationale. S'éloignant des cadres esthétiques qu'impose alors mondialement l'influence de Walt Disney, il est à l'origine d'une nouvelle école de dessin animé, qui pousse la réflexion et les allégories, notamment philosophiques, au-delà d'un public seulement enfantin,. L'époque est en effet celle de la suprématie de Disney, que Grimault contre ponctuellement par sa première collaboration avec le poète Jacques Prévert : leur court métrage Le Petit Soldat (1947) reçoit en 1948 à la Mostra de Venise le Prix international ex æquo avec le Melody Time de Disney.
En 1973, René Laloux (1929-2004) réalise, d'après les dessins de Roland Topor (1938-1997), La Planète sauvage, premier long métrage d'animation français à recevoir une récompense au Festival de Cannes avec le Prix spécial du jury, la même année. Il renouvelle l'expérience avec le dessinateur Mœbius, avec qui il réalise Les Maîtres du temps, sorti en 1982.
Mais déjà se posent les problèmes économiques, avec l'étroitesse du marché intérieur et le coût de production et de fabrication en France. À cette époque, les investisseurs français considèrent en général que les films d'animation sont destinés uniquement à un jeune public (ce qui en limite encore plus le marché). Pour résoudre les problèmes de rentabilité, la plupart des productions françaises sont réalisées soit en coproduction, ou en sous-traitance d'une partie du travail vers d'autres pays.

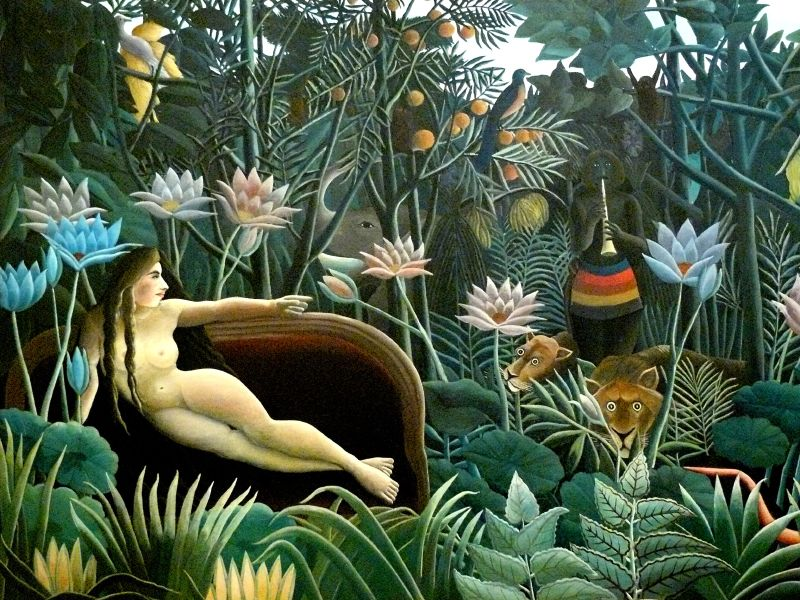
Le Rêve, tableau du Douanier Rousseau (1910) dont le style a servi d'inspiration pour l'univers visuel de Kirikou.

Le succès de l'animation française doit beaucoup à celui de la bande dessinée franco-belge ; Tintin, dès 1947 avec l'animation en volume, Le Crabe aux pinces d'or de la réalisatrice belge, Claude Misonne, puis, le dessin animé Tintin et le Temple du Soleil de Raymond Leblanc, en 1969), Astérix à partir de 1967 avec Astérix le Gaulois de Ray Goossens, Lucky Luke à partir de 1971 avec Lucky Luke (rebaptisé Daisy Town) de Ray Gossens et Morris. Plus tardivement, Michel Ocelot qui a déjà adapté différents contes français puis de différents pays, réalise Kirikou et la Sorcière, inspiré de contes africains.
Le succès de Kirikou et la Sorcière profite beaucoup au cinéma d'animation français au cours des années suivantes : en montrant qu'un long métrage d'animation français peut être très rentable, il incite les investisseurs à prendre plus au sérieux les projets en cours et attire l'attention du public, alors que les réalisateurs avaient auparavant beaucoup de difficultés à les financer : c'est « l'effet Kirikou ». Interviewé par Le Monde en décembre 2004, Stéphane Le Bars, délégué général du Syndicat des producteurs de films d'animation, indique : « On assiste, depuis, à une véritable relance de la production des longs métrages. (...) En 2003, cinq des sept dessins animés français ont fait partie des cinquante films les plus vus de l'année ». Le succès de Kirikou et la Sorcière s'inscrit a posteriori dans une série de films d'animation français comme Les Triplettes de Belleville de Sylvain Chomet (2003) puis Persepolis de Vincent Paronnaud et Marjane Satrapi (2007), qui remportent des succès à la fois critiques et commerciaux, autant en France qu'à l'étranger ; ces films valent au savoir-faire des animateurs français d'être reconnu au niveau international, et contribuent à représenter la culture française à l'étranger.
Les films d'animation français ont acquis une véritable reconnaissance internationale et se placent aux premiers rangs européens. Et même avec le développement de l'informatique, l'animation française reste au meilleur niveau. La France est le premier producteur de films d'animation en Europe, et tient la 3e place dans le monde, derrière le Japon et les États-Unis.

## Les studios
Un des studios d'animation français les plus connus est « La Fabrique » fondé en 1979 par Jean-François Laguionie (disciple de Paul Grimault) dans une ancienne filature des Cévennes. Michel Ocelot, futur auteur de Kirikou, y séjourne un moment. Pour lutter contre l'évasion du travail hors d'Europe, La Fabrique s'associe à trois studios (allemand, anglais et belge). Grâce à la coproduction entre ces trois pays, on voit naître un deuxième long métrage, Le Château des singes, une fable humaniste qui n'est pas sans rappeler l'esprit du Maître, Paul Grimault.
Il existe d'autres studios connus, comme « Folimage », fondé en 1984 par Jacques-Rémy Girerd, réalisateur du court métrage L'Enfant au grelot et du long métrage La Prophétie des grenouilles.
Le studio Armateurs se trouve à Angoulême au « Pôle Image » (centre de recherche, de formation et de production d'animation). Il a produit Kirikou et la Sorcière, Les Triplettes de Belleville, ainsi que le court métrage La Vieille Dame et les Pigeons.

## DVD
Coffret DVD "Le Cinéma d'animation en France" édité par Doriane Films (280 minutes) constitué de 3 documentaires (Le dessin animé après Paul Grimault (55 minutes); Des studios et des écoles (57 minutes) et Un cinémas de tous les possibles (59 minutes)) et de 17 courts métrages. 

### Ouvrages généraux sur l'animation
- Didier Brunner, Jean-Paul Commin, Valérie Ganne, Kirikou et après... 20 ans de cinéma d'animation en France, Paris, Actes sud junior / Institut Lumière, 2017.  (ISBN 978-2-330-08663-3)
- Sébastien Denis, Le Cinéma d'animation, Paris, Armand Colin, rééd. 2016.
- Olivier Cotte, 100 ans de cinéma d'animation, Dunod, 2015, 416p.  (ISBN 9782100728411)
- Giannalberto Bendazzi (préf. Alexandre Alexeieff), Cartoons, le cinéma d'animation (1892-1992), Paris, Liana Levi, 1991, 704 p. (ISBN 978-2-86746-073-9, BNF 35473260)
- Olivier Cotte, Il était une fois le dessin animé, Éditions Dreamland, 2001  (ISBN 2-9100-2777-5)
- Xavier Kawa-Topor & Philippe Moins (dir.), Le Cinéma d'animation en 100 films, éd. Caprici, 2016.
- Jacques Kermabon (dir.), Du praxinoscope au cellulo : un demi-siècle d'animation en France (1892-1948), CNC, septembre 2007, 351 p. (ISBN 978-2-912573-40-7, BNF 41307134)
- Raymond Maillet, Le Dessin animé français, Lyon, Institut Lumière, coll. « Premier-Film », 1983, 128 p. (BNF 34912544)
- Amélie Gastaut, Le film d’animation publicitaire en France 1912-2007 : (DVD + livret 28 pages), Chalet Pointu, 2008, 28 p. (BNF 41212093)
- Raymond Maillet, Le Dessin animé français. 100 ans de création, catalogue d'exposition, 23 juin-16 octobre 1982, Musée-galerie de la SEITA, Paris, Musée-Galerie de la Seita, 1982, 66 p. (BNF 34690954)

- René Laloux, Ces dessins qui bougent, Paris, Dreamland éd, 1996  (ISBN 2910027082)
- Laurent Valière, Cinéma d'animation : la french touch, éd. La Marinière, 2017.
- Radio (France Culture) : "Le cinéma d'animation français" par Paule et Jean-Pierre Pagliano (les Mardis du cinéma, 14 novembre 1989). Avec la participation de Paul Grimault, Lionel Charpy, Jacques Colombat, Jean-François Laguionie, Jacques-Rémy Girerd, Bruce Krebs, Benoit Razy, Michel Roudévitch.

### Sur des animateurs en particulier
- Valérie Vignaux (dir.), 1895. Mille huit cent quatre-vingt-quinze, vol. 53 : Émile Cohl, Paris, Association française de recherche sur l’histoire du cinéma, février 2008 (ISBN 978-2-913758-54-4, lire en ligne)
- Paul Grimault (préf. Jean-Pierre Pagliano), Traits de mémoire, Paris, Seuil, 2009, 256 p. (ISBN 978-2-02-014048-5 et 2-02-014048-9, BNF 35482454)
- Jean-Pierre Pagliano, "Paul Grimault", éditions Lherminier, Paris, 1986 (réédition chez Dreamland, Paris, 1996,  (ISBN 2-910027-00-7))
- Jean-Pierre Pagliano, "Le Roi et l'Oiseau", éditions Belin, Paris, 2012  (ISBN 978-2-7011-4998-1). Réédition chez Capricci, Paris, 2024.
- Dossier de presse : Le Roi et l'Oiseau, 2013, 15 p. (lire en ligne).
- Valérie Vignaux (dir.), 1895. Mille huit cent quatre-vingt-quinze, vol. 59 : Marius O'Galop / Robert Lortac. Deux pionniers du cinéma d'animation français, Paris, Association française de recherche sur l’histoire du cinéma, décembre 2009 (ISBN 978-2-913758-60-5, lire en ligne)
- Léona-Béatrice Martin et François Martin, Ladislas Starewitch 1892-1965 : le cinéma rend visibles les rêves de l'imagination, Paris, L'Harmattan, coll. « Champs visuels », 2003, 484 p. (ISBN 2-7475-4733-7, BNF 39042592)
- Fabrice Blin, Chaumont, le Pythagore, 2004, 190   (ISBN 9782908456431).
- Xavier Kawa-Topor, La Planète Sauvage, édition Les Enfants de Cinéma, collection "Cahiers de note sur...", 2005, 40 p.
- Xavier Kawa-Topor, Princes et princesses de Michel Ocelot, édition Les Enfants de cinéma, collection « Carnets de notes sur... », 2003, 40 p.
- Xavier Kawa-Topor, La Tortue Rouge, éd. Canope, 2018.
- Éric Leguèbe, La Planète Sauvage, dans Phénix  29, 1973.
- Luce Vigo et Catherine Shapira, Kirikou et la sorcière de Michel Ocelot, édition Les Enfants de cinéma, collection « Carnets de notes sur... », 2000, 40 p.
- Marie Desplechin, Florence Miailhe, Florence Miailhe : chroniques d'ici et d'ailleurs, Arte Éditions, 2007  (ISBN 2-913545-48-3)

### Les pages Web de référence
- Liste de court-métrage d'animation française sur le site de l'Agence du court métrage
- Liste de série d'animation sur le site d'AnimeGuides
- Liste de longs-métrages français d'animation sur le site de France Anim

### Les sites Web de référence
- AFCA - Association française du cinéma d'animation
- Asile de Fous d'Anim - Site francophone, associatif, participatif et indépendant sur le cinéma d'animation.
- ZewebAnim - Webzine sur le cinéma d'animation.
- Catsuka - Site consacré au cinéma d'animation créé en 2000.
- Animeka - La maison francophone de l'animé.
- Cellulo - Site de Sébastien Roffat, spécialiste du cinéma d'animation.
- uniFrance Films - Site de référence du cinéma français donc l'animation et les courts-métrages.
- Flipbook.info - Site entièrement consacré à cette forme artistique à mi-chemin entre livre et cinéma.